# Kanton Marseille-12
Marseille-12 is een kanton van het Franse departement Bouches-du-Rhône. Het kanton maakt deel uit van het arrondissement Marseille. In 2018 telde het 43.447 inwoners.
Het kanton omvat uitsluitend een deel van de gemeente Marseille.